# Tert-Butanol
tert-Butanol (nach IUPAC-Nomenklatur: 2-Methylpropan-2-ol, auch als tert-Butylalkohol bekannt) ist eine organisch-chemische Verbindung und einfachster Vertreter der Stoffgruppe der tertiären Alkohole.

## Vorkommen
Natürlich kommt tert-Butanol unter anderem in Ingwer (Zingiber officinale) und Guave (Psidium guajava) vor.

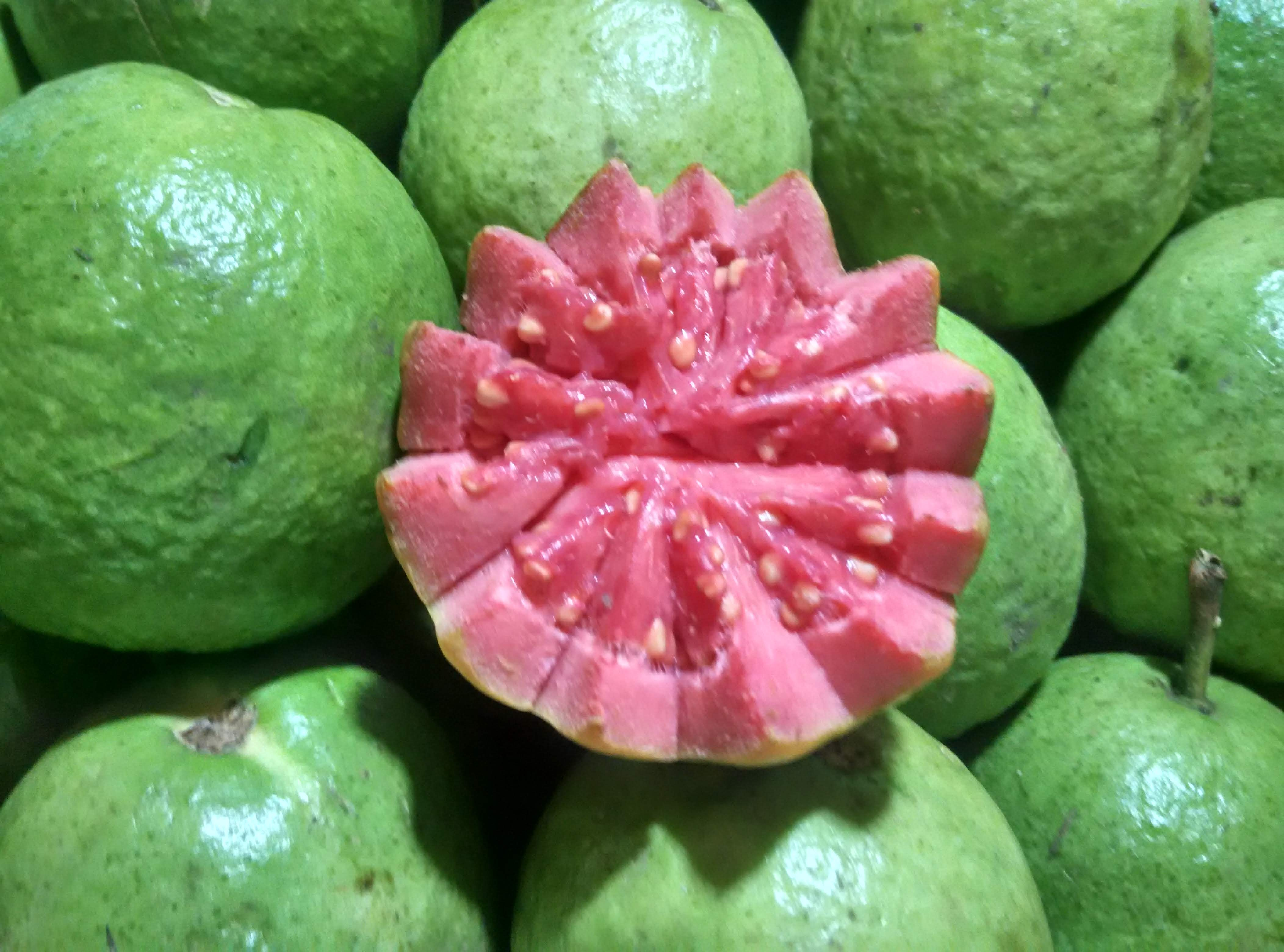
Guave
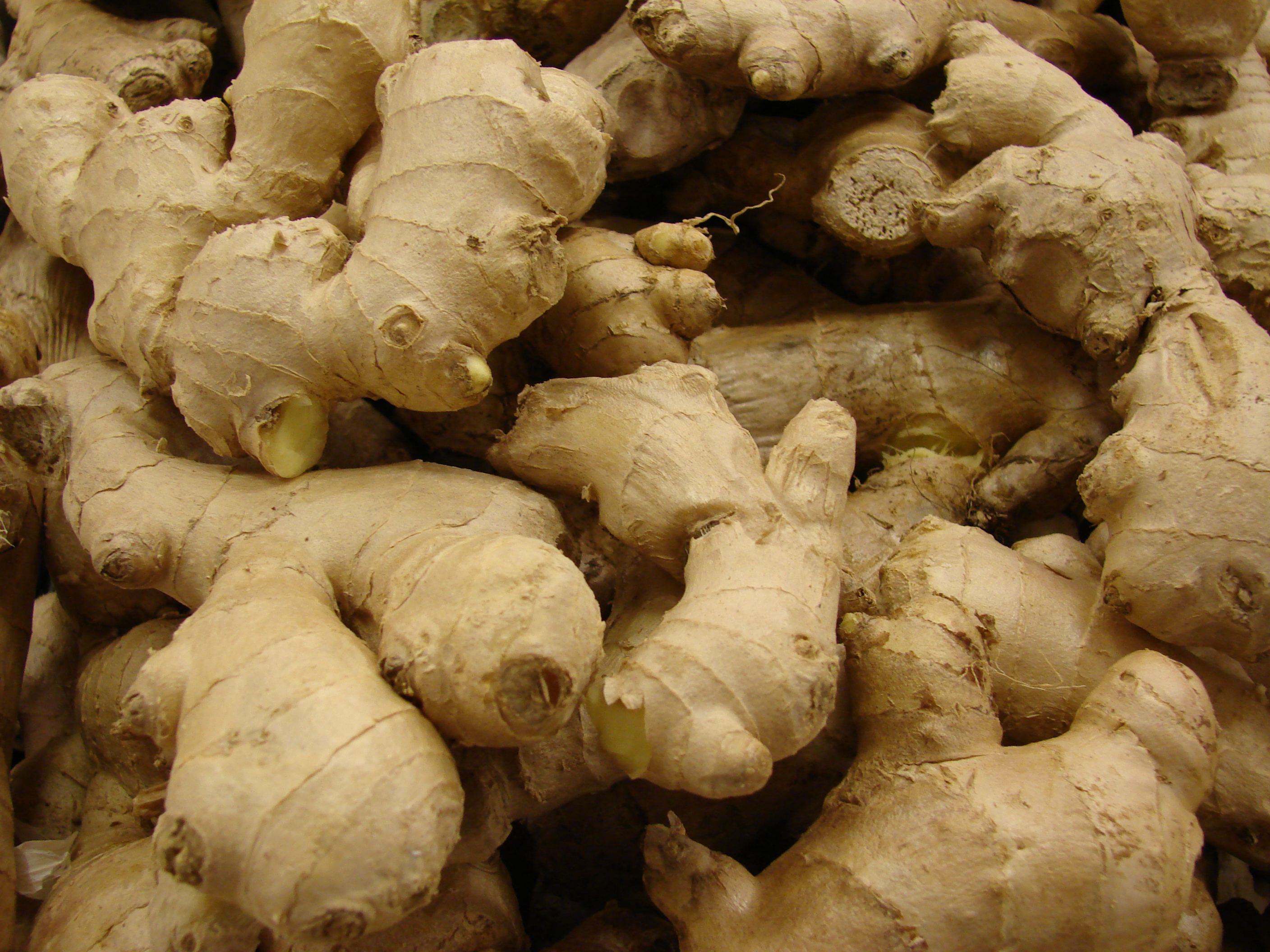
Ingwerknollen

## Gewinnung und Darstellung
Die großtechnische Herstellung von tert-Butanol erfolgt durch säurekatalysierte Hydratisierung von Isobuten bei Temperaturen von 30–120 °C und Drücken von 5–12 bar. Als Katalysator werden vorwiegend saure Ionentauscherharze verwendet.
Diese Reaktion liefert ausschließlich das tert-Butanol und nicht das isomere Isobutanol, da – nach der Regel von Markovnikov – immer das thermodynamisch stabilste Carbeniumion (hier: tert-Butylkation) gebildet wird.

## Eigenschaften

### Physikalische Eigenschaften
2-Methyl-2-propanol ist ein bei knapp über Raumtemperatur schmelzender, fester, farbloser Stoff, der charakteristisch campherartig riecht. Als Feststoff tritt die Verbindung in drei polymorphen Kristallformen auf. Bei einer Temperatur von 13 °C wandelt sich die Kristallform II mit einer Umwandlungsenthalpie von 0,828 kJ·mol−1 in die Kristallform I um. Diese schmilzt dann bei 26 °C mit einer Schmelzenthalpie von 6,703 kJ·mol−1. Eine weitere metastabile Kristallform III zeigt bei 21 °C eine Umwandlung zur Kristallform I mit einer Umwandlungsenthalpie von 0,490 kJ·mol−1.
Die Verbindung bildet mit einer Reihe anderer Lösungsmittel azeotrop siedende Gemische.
| Azeotrope mit verschiedenen Lösungsmitteln[9] |             |        |         |          |            |        |
| Lösungsmittel                                 |             | Wasser | n-Hexan | n-Heptan | Cyclohexan | Benzol |
| Gehalt tert.-Butanol                          | in Mol%     | 64,6   | 24,7    | 68,8     | 40,0       | 37,8   |
| Siedepunkt                                    | in °C       | 79     | 64      | 78       | 71         | 74     |
| Verdampfungsenthalpie                         | in kJ·mol−1 | 37,92  | 33,28   | 38,40    | 35,52      | 35,53  |

### Thermodynamische Eigenschaften
Die Dampfdruckfunktion ergibt sich nach Antoine entsprechend log10(P) = A−(B/(T+C)) (P in bar, T in K) mit A = 4,49774, B = 1174,869 und C = −93,92 im Temperaturbereich von 312,66 bis 355,56 K.
Die Temperaturabhängigkeit der Verdampfungsenthalpie lässt sich entsprechend der Gleichung ΔVH0=A·e(−αTr)(1−Tr)β (ΔVH0 in kJ/mol, Tr =(T/Tc) reduzierte Temperatur) mit A = 69,085 kJ/mol, α = −0,3583, β = 0,678 und Tc = 506,2 K im Temperaturbereich zwischen 298 K und 385 K beschreiben.
| Eigenschaft               | Typ                | Wert [Einheit] | Bemerkungen                   |
| ------------------------- | ------------------ | --- | ----------------------------- |
| Standardbildungsenthalpie | ΔfH0liquid ΔfH0gas | −359,2 kJ·mol−1[12] −312,6 kJ·mol−1[12]                                                                             |                               |
| Standardentropie          | S0liquid S0solid   | 189,5 J·mol−1·K−1[13] 170,87 J·mol−1·K−1[8]                                                                         | als Flüssigkeit als Feststoff |
| Verbrennungsenthalpie     | ΔcH0liquid         | −2644,0 kJ·mol−1[14]                                                                                                |                               |
| Wärmekapazität            | cp                 | 215,37 J·mol−1·K−1 (25 °C)[15] 2,91 J·g−1·K−1 (25 °C)[15] 113,63 J·mol−1·K−1 (25 °C)[16] 1,53 J·g−1·K−1 (25 °C)[16] | als Flüssigkeit als Gas       |
| Kritische Temperatur      | Tc                 | 506,2 K[17] |                               |
| Kritischer Druck          | pc                 | 39,7 bar[17] |                               |
| Schmelzenthalpie          | ΔfH                | 6,7 kJ·mol−1[18] | beim Schmelzpunkt             |
| Verdampfungsenthalpie     | ΔVH0 ΔVH           | 46,74 kJ·mol−1 [11] 39,07 kJ·mol−1 [11]                                                                             | beim Normaldrucksiedepunkt    |

Dampfdruckfunktion von tert.-Butanol
Temperaturabhängigkeit der Verdampfungsenthalpie von tert.-Butanol

### Sicherheitstechnische Kenngrößen
2-Methyl-2-propanol ist ein leicht entzündlicher Feststoff. Die Verbindung hat einen Flammpunkt von 11 °C, das heißt, es können sich bereits unterhalb des Schmelzpunktes über festem 2-Methyl-2-propanol entzündliche Dampf-Luft-Gemische bilden. Der Explosionsbereich liegt zwischen 1,4 Vol.‑% (43 g/m3) als untere Explosionsgrenze (UEG) und 10,9 Vol.‑% (250 g/m3) als obere Explosionsgrenze (OEG). In Korrelation der Explosionsgrenzen mit der Dampfdruckfunktion ergibt sich ein unterer Explosionspunkt von 9 °C. Die Grenzspaltweite wurde mit 1,01 mm bestimmt. Es resultiert damit eine Zuordnung in die Explosionsgruppe IIA. Die Sauerstoffgrenzkonzentration wurde mit 10,1 Mol.–% unter Stickstoff und 13,0 Mol.–% unter Kohlendioxid als Inertgas bestimmt. Die Zündtemperatur beträgt 470 °C. Der Stoff fällt somit in die Temperaturklasse T1.

### Chemische Eigenschaften
Wie alle aliphatischen Alkohole kann die Hydroxygruppe des 2-Methyl-2-propanols deprotoniert werden und man erhält das tert-Butylat-Anion. Ein bekanntes und in der organischen Synthesechemie oft verwendetes Salz ist das Kalium-tert-butanolat, das z. B. durch Reaktion von 2-Methyl-2-propanol mit elementarem Kalium zugänglich ist.
Dieses stark basische Salz findet als sterisch anspruchsvolle und daher nur schwach nukleophile Base Anwendung, zum Beispiel bei Deprotonierungen, bei denen die Base nicht nukleophil angreifen darf. Oft verwendet man dann auch 2-Methyl-2-propanol als Lösungsmittel.
Von starken Protonensäuren (Salzsäure, Schwefelsäure, Phosphorsäure etc.) wird 2-Methyl-2-propanol am Sauerstoffatom protoniert und unter Abspaltung von Wasser bildet sich das tert-Butyl-Kation, das durch den Hyperkonjugationseffekt der drei Methylgruppen stabilisiert ist. In Gegenwart von guten Nukleophilen verläuft die Reaktion im Sinne einer nukleophilen Substitution (SN1) weiter. Beispielsweise bildet sich das 2-Chlor-2-methylpropan (tert-Butylchlorid) sehr leicht aus 2-Methyl-2-propanol und konzentrierter Salzsäure. Sind keine geeigneten Nukleophile zugegen (z. B. bei Verwendung von Schwefelsäure oder Phosphorsäure), so verläuft die Reaktion im Sinne einer Eliminierung (E1) zu 2-Methylpropen (Isobuten). Dies ist die Umkehrung der Herstellung von 2-Methyl-2-propanol.

## Verwendung
tert-Butanol wird als Treibstoffzusatz zur Verhinderung einer Vergaservereisung bzw. als Antiklopfmittel verwendet. Weiterhin dient der Alkohol als Ausgangsstoff zur Synthese von tert-Butylestern und tert-Butylphenolen, die wiederum als Antioxidantien eingesetzt werden. Man benutzt es außerdem als Lösungsmittel bei der kryoskopischen Molmassebestimmung sowie bei der gaschromatographischen Bestimmung der Blutalkoholkonzentration (Headspace-GC) als internen Standard. Weiterhin wird tert-Butanol als zusätzliches Vergällungsmittel für Trinkalkohol (Ethanol) verwendet.
In der Synthesechemie wird es u. a. auch zur Entsorgung von Resten der Alkalimetalle Kalium und Natrium eingesetzt, da es damit kontrollierbar zu tert-Butanolaten reagiert.

## Sicherheitshinweise / Risikobewertung
2-Methyl-2-propanol kann beim Haut- und Augenkontakt reizend wirken. Beim Einatmen verursacht es weiterhin Husten, dadurch wird es auch vom Körper resorbiert.
Bei Verschlucken kann es zu Übelkeit und Erbrechen kommen. Nach der Resorption können Benommenheit, Schwindel, Atemlähmung, Blutdruckabfall und Herz-Kreislaufstörungen auftreten. 2-Methyl-2-propanol ist schwach wassergefährdend (Wassergefährdungsklasse 1). 
tert-Butanol wurde 2013 von der EU gemäß der Verordnung (EG) Nr. 1907/2006 (REACH) im Rahmen der Stoffbewertung in den fortlaufenden Aktionsplan der Gemeinschaft (CoRAP) aufgenommen. Hierbei werden die Auswirkungen des Stoffs auf die menschliche Gesundheit bzw. die Umwelt neu bewertet und ggf. Folgemaßnahmen eingeleitet. Ursächlich für die Aufnahme von tert-Butanol waren die Besorgnisse bezüglich Verbraucherverwendung, hoher (aggregierter) Tonnage, hohes Risikoverhältnis (Risk Characterisation Ratio, RCR) und weit verbreiteter Verwendung sowie der Gefahren ausgehend von einer möglichen Zuordnung zur Gruppe der CMR-Stoffe. Die Neubewertung läuft seit 2013 und wird vom Vereinigten Königreich durchgeführt. Anschließend wurde ein Abschlussbericht veröffentlicht.